# 帕谢奇纳亚河
帕谢奇纳亚河（俄語：Река Пасечная），前称干泥河子（俄語：Река Конхеза），是滨海边疆区拉佐区的河流，源起锡霍特山脉西南坡，向西南流，长24公里，注入拉佐夫卡河。

## 引用
1. ↑  А·П·穆拉诺夫. . 列宁格勒: 气象出版社. 1966 （俄语）.
2. ↑  . 列宁格勒: 气象出版社 （俄语）.
3. ↑  Т·А·基谢尔科瓦娅. . 列宁格勒: 气象出版社. 1977 （俄语）.
4. ↑  . Verumwiki.   [2023-12-09]. （原始内容存档于2023-12-09） （俄语）.